# Eugen Ruge
Eugen Ruge (Soswa, Oblast Swerdlowsk, Sovjet-Unie, 24 juni 1954) is een Duitse schrijver, regisseur en vertaler uit het Russisch. In 2011 won hij met zijn roman In Zeiten des abnehmenden Lichts de Deutscher Buchpreis.
De familie van Eugen Ruge vluchtte in 1933, toen de nazi's aan de macht kwamen, naar de Sovjet-Unie. In 1941, nadat Duitsland de Sovjet-Unie was binnengevallen, werd de vader van Ruge naar Kazachstan gedeporteerd en een jaar later naar een strafkamp in het noorden van de Oeral. Daar werd in 1954 zoon Eugen geboren. Zijn moeder was een Russin die tijdens de Tweede Wereldoorlog in het Rode Leger diende.
In 1956 kreeg het gezin toestemming om zich in de DDR te vestigen, in Potsdam. Eugen Ruge studeerde wiskunde aan de Humboldt-universiteit in Berlijn en werd wetenschappelijk medewerker aan het Zentralinsitut für Physik der Erde (Akademie der Wissenschaften der DDR).
In 1988 reisde Ruge naar West-Duitsland en keerde niet in de DDR terug. Een jaar later viel de Berlijnse Muur. Sinds 1989 werkte hij voornamelijk voor theater, radio en film.
In 2011 debuteerde hij als romanauteur met In Zeiten des abnehmenden Lichts, een roman over vier generaties binnen een communistische familie. Het werd de succesvolste roman van dat jaar. Tot nu toe verschenen 31 vertalingen. In 2019 verscheen Metropol, een roman over het verblijf van Ruges grootouders in het beruchte Hotel Metropol, tijdens de terreurjaren in Moskou (1937/1938).
- Bibsys: 12016594
- Bibliothèque nationale de France: cb165160502 (data)
- Catàleg d'autoritats de noms i títols de Catalunya: 981058522654106706
- Gemeinsame Normdatei: 142549940
- International Standard Name Identifier: 0000 0001 2035 9131
- Library of Congress Control Number: no2011007837
- Nationale Bibliotheek van Letland: 000257142
- MusicBrainz: 53cf1ec0-1a9a-41fb-952a-105cabc3ea92
- Nationale Bibliotheek van Tsjechië: mzk2011667149
- Nationale Bibliotheek van Israël: 987007526643905171
- Nederlandse Thesaurus van Auteursnamen: 338786384
- Système universitaire de documentation: 151714800
- Virtual International Authority File: 165356628
- WorldCat: E39PBJfrGBFJr4BtFH7yBwVQv3